# Julio Zarate (boxe anglaise)
Julio Zarate est un boxeur mexicain né le 23 août 1975 à Zihuatanejo dans l'état de Guerrero.

## Biographie
Passé professionnel en 1997, il devient champion du Mexique des poids coqs en 2004 et champion du monde WBA par intérim de la catégorie le 6 mars 2004 lors d'un combat contre Hideki Todaka à la Super Arena de Saitama au Japon. Il perd l'année suivante contre 	Volodymyr Sydorenko pour le titre vacant WBA régulier puis contre Mahyar Monshipour, champion WBA des super-coqs, au Futuroscope de Poitiers le 25 juin 2005. 
En 2006, Zarate remporte la ceinture de  champion d'Amérique du Nord NABF des poids super-coqs. Il met un terme à sa carrière sportive en 2015 sur un bilan de 31 victoires, 6 défaites et 2 matchs nuls.